# 폴리덱테스
폴리덱테스(Polydectes)는 그리스 신화에 나오는 세리포스섬의 왕이다. 다나에의 아버지 아크리시오스는 딸이 낳은 아들에게 살해될 것이라는 예언을 두려워하였는데, 다나에가 제우스와의 사이에서 페르세우스를 낳자 차마 죽이지는 못하고 딸과 함께 궤짝에 넣어 바다에 띄워 버렸다. 궤짝은 바다를 떠다니다가 폴리덱테스가 다스리는 세리포스라는 섬에 닿았고, 두 모자는 어부이자 폴리덱테스의 동생인 딕티스에게 구조되었다. 폴리덱테스는 다나에에게 결혼을 강요하였으나 청년이 된 페르세우스의 반대로 뜻을 이루지 못하였다. 이에 피사의 왕녀 히포다메이아와 결혼하기로 하고, 친지들에게 신부에게 줄 말을 1마리씩 기부하도록 하였다. 말을 바칠 여유가 없던 페르세우스는 거두어 준 은혜를 보답하기 위해서는 메두사의 머리라도 바치고 싶은 심정이라고 인사치레를 하였다. 폴리덱테스는 이 말을 꼬투리잡아 메두사의 머리를 구해 달라고 하였다. 이 때문에 페르세우스는 어머니 곁을 떠나게 되었고 그 동안 폴리덱테스는 다나에를 신전에 가두고 결혼을 허락할 때까지 음식을 주지 않았다.